# Marcha de Ituzaingó
La marcha «Ituzaingó» es una pieza musical, que se ejecuta en todos los actos oficiales en los que interviene el presidente de Argentina para indicar su llegada, siendo junto con la banda presidencial y el bastón de mando uno de los tres atributos de su cargo. También se ejecuta en los actos cívico-militares, cuando las Banderas de Guerra de las unidades militares ingresan para ocupar su sitio en la formación; en caso de que no se efectúen desfile, las Banderas de Guerra se retiran con esta marcha. Se utilizó por primera vez a ese efecto el 25 de mayo de 1827, y —con la excepción de un interludio entre el 26 de enero de 1946 y el 28 de agosto de 1959, en que la reemplazó a ese efecto la marcha San Lorenzo— se ha utilizado desde entonces.
La marcha es una pieza solo instrumental, y de autor desconocido, aunque una extendida tradición adjudica su autoría al emperador Pedro I de Brasil, afamado compositor aficionado; este la habría entregado al marqués de Barbacena, comandante de sus tropas en la guerra del Brasil, para que se ejecutara conmemorando la primera victoria obtenida contra las fuerzas aliadas argentinas y orientales. En la derrota brasileña en la batalla de Ituzaingó, el 20 de febrero de 1827, el cofre que la contenía fue abandonado en el campo de batalla y tomado por los argentinos, que la adoptaron para conmemorar el evento.